# The Solitaire Man
The Solitaire Man is een Amerikaanse misdaadfilm uit 1933 onder regie van Jack Conway. In Nederland werd de film destijds uitgebracht onder de titel De geheimzinnige.

## Verhaal
De juwelendief Oliver wil een nieuw leven beginnen met zijn assistente Helen. Hun trouwplannen worden gedwarsboomd door het bendelid Bascom, die er met een kostbaar halssnoer vandoor gaat. Helen weigert te trouwen, voordat het sieraad terecht is. Door zijn pogingen om het halssnoer terug te krijgen komt zijn gehele bende onder verdenking van diefstal en moord op een inspecteur van Scotland Yard.

## Rolverdeling
| Acteur           | Personage        |
| ---------------- | ---------------- |
| Herbert Marshall | Oliver           |
| Mary Boland      | Mijnheer Hopkins |
| Lionel Atwill    | Wallace          |
| May Robson       | Mevrouw Vail     |
| Elizabeth Allan  | Helen            |
| Ralph Forbes     | Bascom           |
| Lucile Gleason   | Mevrouw Peabody  |
| Robert McWade    | Mijnheer Peabody |